# اكادير انصالح (آيت بويعقوب)
اكادير انصالح هو دُوَّار يقع بجماعة الزاوية النحلية، إقليم شيشاوة، جهة مراكش آسفي في المملكة المغربية. ينتمي الدوّار لمشيخة آيت بويعقوب التي تضم 27 دوار. يقدر عدد سكانه بـ 76 نسمة حسب الإحصاء الرسمي للسكان والسكنى لسنة 2004.

## روابط خارجية
- البوابة الوطنية للجماعات الترابية
- المندوبية السامية للتخطيط